# Pseudocheirus
Pseudocheirus Ogilby, 1837 è un genere di marsupiali arboricoli della famiglia degli Pseudocheiridi. Comprende due specie.

## Descrizione
I coda ad anello del genere Pseudocheirus sono tra i rappresentanti più piccoli della loro famiglia. Hanno una lunghezza testa-corpo di 28-35 cm e un peso di 700-1.100 g; la coda, lunga 28-36 cm, è prensile e viene spesso arrotolata intorno ai rami; è proprio a questa caratteristica che tali animali devono il loro nome comune. Il colore del mantello può variare notevolmente, dal grigio al bruno-rossastro, ma la parte inferiore è di solito più chiara. Caratteristici sono i ciuffi bianchi sulle orecchie e l'estremità bianca della coda. Come la maggior parte degli Pseudocheiridi, hanno una testa piccola con orecchie corte e zampe anteriori munite di prime due dita opponibili.

## Distribuzione e habitat
Il coda ad anello comune (P. peregrinus) si incontra principalmente lungo la costa orientale dell'Australia, dal Queensland all'Australia Meridionale orientale. È inoltre presente in Tasmania. Il coda ad anello occidentale (P. occidentalis), invece, è diffuso sulla punta sud-occidentale dell'Australia Occidentale. Vivono soprattutto in aree forestali, sia nelle foreste pluviali che in quelle di eucalipto, ma si incontrano anche nelle boscaglie, sebbene generalmente evitino le regioni aride.

## Biologia
I coda ad anello del genere Pseudocheirus conducono vita notturna. Durante il giorno dormono in un nido fatto di foglie, cortecce e felci, spesso costituito da cavità degli alberi che essi foderano di foglie. Sono arboricoli e scendono a terra solo molto raramente; si muovono tra gli alberi afferrando i rami con la forte presa delle zampe e della coda prensile. Contrariamente alla maggior parte degli altri Pseudocheiridi, gli Pseudocheirus vivono solitamente in piccoli gruppi, costituiti da un maschio, da una o due femmine e dalla loro prole.
Questi animali si nutrono prevalentemente di foglie, ma mangiano anche fiori, germogli, nettare e frutta.
Le femmine hanno un marsupio ben sviluppato, con l'apertura volta in avanti, munito di quattro capezzoli. Una o due volte all'anno partoriscono 1-3 piccoli che trascorrono i primi quattro mesi di vita nel marsupio. Vengono svezzati a sei-sette mesi e raggiungono la maturità sessuale a circa un anno. La loro aspettativa di vita in natura supera raramente i tre-quattro anni, ma in cattività possono vivere fino a otto anni.

## Conservazione
Gli Pseudocheirus talvolta vivono nelle periferie delle grandi città, ma diversamente dai tricosuri evitano la vicinanza degli esseri umani e non sono considerati nocivi. Molti animali vengono investiti dai veicoli sulle strade, o cadono vittima dei gatti randagi. In alcune regioni, come l'Australia Occidentale e il Victoria, sono diventati rari a causa della distruzione dell'habitat, ma in genere non vengono considerati specie a rischio.

## Tassonomia
Il genere Pseudocheirus comprende due specie:
- Pseudocheirus occidentalis (Thomas, 1888) - coda ad anello occidentale;
- Pseudocheirus peregrinus (Boddaert, 1785) - coda ad anello comune.

I parenti più stretti dei coda ad anelli del genere Pseudocheirus sono i coda ad anello del genere Pseudochirulus della Nuova Guinea e del Queensland, che fino a non molto tempo fa venivano classificati anch'essi nel genere Pseudocheirus. Anche le specie del genere Pseudochirops venivano precedentemente classificate in Pseudocheirus, ma secondo recenti studi sono imparentate con questi solo alla lontana.
Fino a non molto tempo fa, inoltre, il coda ad anello occidentale era considerato una sottospecie del coda ad anello comune.